# Maladie aéroportée
Cet article concerne la transmission aérienne à plus longue portée de maladies par aérosols restant longtemps en suspension dans l'air. Pour la transmission à courte distance sous forme de plus grosses gouttelettes et de postillons, voir Gouttelette respiratoire.

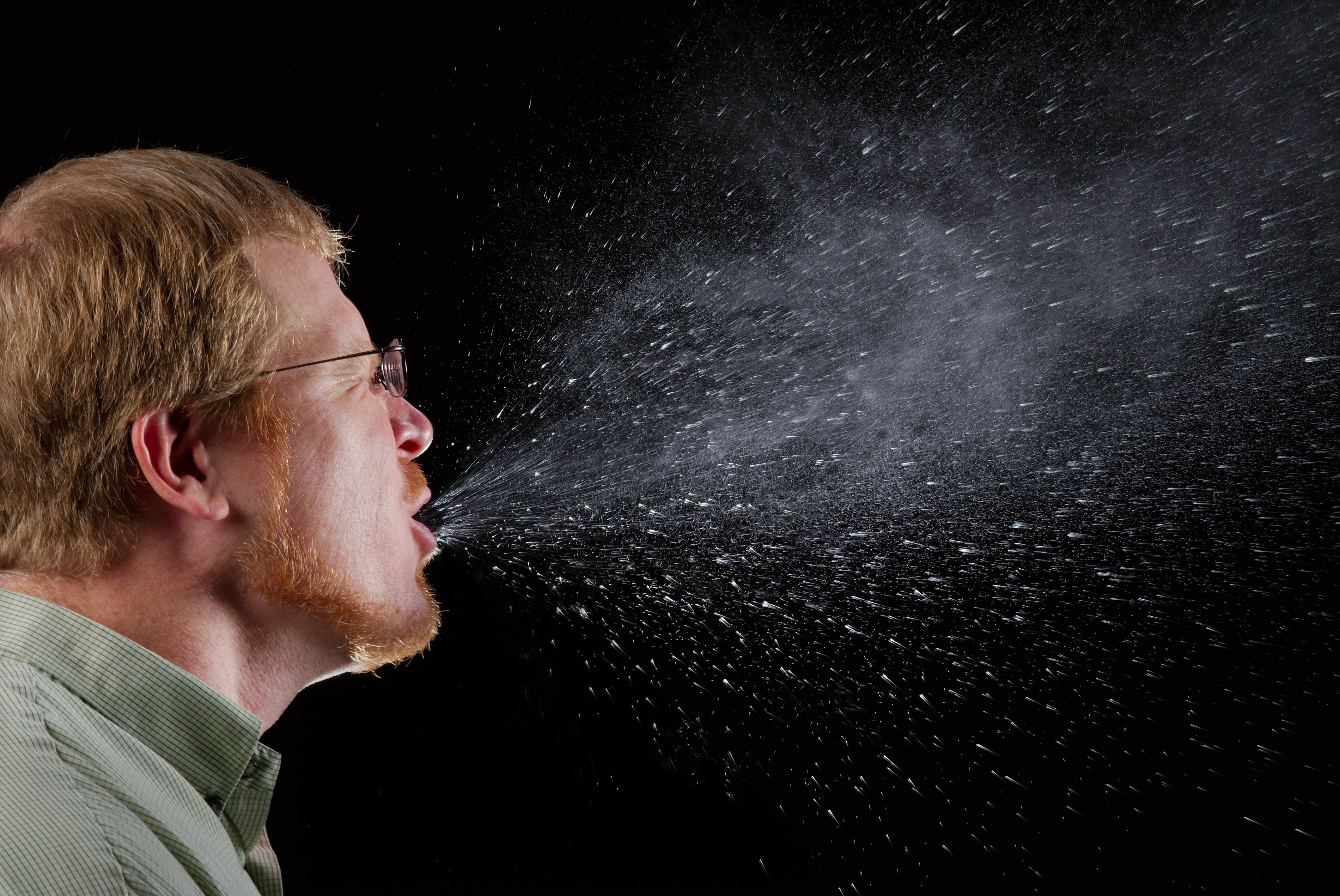
En toussant sans prendre de précaution, un homme projette violemment hors de sa bouche des gouttelettes de mucus et de salive dans un large volume d'air de forme conique. En fait, cette photo illustre surtout l'émission de gouttelettes respiratoires de plus grande dimension.

Une maladie aéroportée est une maladie causée par des agents pathogènes transmis dans l'air par de petites particules dans le temps et à distance.
Ces maladies sont nombreuses et d'une importance considérable, tant en médecine humaine que vétérinaire. Les agents pathogènes concernés peuvent être des virus, des bactéries ou des champignons. Les pathogènes respiratoires et d'autres peuvent être émis par la respiration, la parole, le chant, la toux, les éternuements, les crachats et les hurlements. La propagation de tout pathogène fixé à de fines particules solides ou de petites gouttelettes liquides est entretenue par leur mise en suspension dans l'air (poussières), la pulvérisation de liquides (épandages agricoles de lisiers, les embruns des chasses d'eau des toilettes et des urinoirs, ou toute activité produisant des particules fines ou des gouttelettes d'aérosol. 
La transmission de pathogènes par voie aérienne (aérosols véritablement stables dans le temps et restant longtemps en suspension dans l'air) se distingue au sens strict du terme de la transmission par des gouttelettes respiratoires, qui sont de taille suffisante (seuil fixé arbitrairement à 5 μm) pour sédimenter plus ou moins rapidement après avoir été produites et finir par retomber au sol et sur les surfaces qu'elles contaminent également, mais des gouttelettes de taille intermédiaire pourrait jouer un rôle particulier ( « jet riders ») à l'intérieur des bâtiments.

## Vue d'ensemble
Les maladies aéroportées sont celles causées par une transmission par l'air. De nombreuses maladies aéroportées sont d'une grande importance médicale. Les agents pathogènes transmis peuvent être n'importe quel type de microbe, et ils peuvent se propager dans des aérosols, des poussières ou des liquides. Les aérosols peuvent provenir de sources d'infection telles que les sécrétions corporelles d'un animal ou d'une personne infectée, ou de déchets biologiques tels que ceux qui s'accumulent dans les ordures, les égouts, et même les grottes en milieu tropical (guano de chauves-souris, histoplasmose). Ces aérosols infectés peuvent rester en suspension dans les courants d'air suffisamment longtemps pour parcourir des distances considérables. Les éternuements peuvent projeter des gouttelettes infectieuses sur toute la longueur d'un bus.
Les agents pathogènes ou allergènes aéroportés provoquent souvent des inflammations du nez, de la gorge, des sinus et des poumons. Cette inflammation est causée par l'inhalation de ces agents qui affectent le système respiratoire d'une personne ou même le reste du corps. La congestion des sinus, la toux et les maux de gorge sont des exemples d'inflammation des voies respiratoires supérieures due à ces agents aéroportés. La pollution de l'air joue un rôle important dans les maladies transmises par l'air respiré qui peuvent également provoquer de l'asthme. On considère actuellement que les polluants influencent la fonction pulmonaire en augmentant l'inflammation des voies respiratoires.
De nombreux pathogènes peuvent être aéroportés : le morbillivirus de la rougeole, le virus de la varicelle, la bactérie responsable de la tuberculose, le virus de la grippe, l'entérovirus, le norovirus, le coronavirus, l'adénovirus et peut-être aussi le virus respiratoire syncytial.
Les maladies aéroportées peuvent également affecter la santé animale. Par exemple, la maladie de Newcastle est une maladie aviaire qui touche de nombreux types de volailles domestiques dans le monde entier et qui est transmise par contamination aérienne ; la maladie d'Aujeszky est une autre maladie virale, touchant notamment les cochons, et aéroportée sur de longues distances.

## Voies de transmission
Les infections aéroportées se transmettent généralement par voie respiratoire, l'agent étant présent dans des aérosols (particules infectieuses de moins de 5 µm de diamètre), ce qui comprend les particules sèches, souvent les restes de particules humides évaporées appelées noyaux, et les particules humides. Éviter ce type d'infection à l'hôpital nécessite souvent une ventilation indépendante des chambres pendant le traitement, par exemple dans le cas de la tuberculose.

## Transmission
Les facteurs influençant la transmission des maladies aéroportées peuvent être classés comme suit :
- des facteurs environnementaux influencent l'efficacité de la transmission de maladies par voie aérienne ; les conditions environnementales les plus importantes pour la survie des micro-organismes fixés aux aérosols sont la température et l'humidité relative de l'air. Celles-ci dépendent des conditions météorologiques naturelles et de la climatisation des locaux. La dispersion et la sédimentation des gouttelettes contenant des particules infectieuses dépendent également de la vitesse de l'air et du volume d'air considéré (espaces ouverts ou clos) ;

- les précipitations, le nombre de jours de pluie[10] étant plus important que le total des précipitations[11],[12] ; le nombre moyen d'heures d'ensoleillement par jour[13] ; la latitude et l'altitude[11] sont des éléments pertinents pour évaluer la possibilité de propagation de toute infection transmise par l'air. Certains événements peu fréquents ou exceptionnels influencent aussi la propagation des maladies transmises par l'air, notamment les tempêtes tropicales, les ouragans, les typhons ou les moussons[14] ;

- le climat détermine la température, l'humidité relative de l'air, et les vents qui sont les principaux facteurs affectant la propagation, la durée et le caractère infectieux des gouttelettes contenant des agents infectieux. Par exemple, le virus de la grippe se propage plus facilement en hiver dans l'hémisphère nord en raison des conditions climatiques qui favorisent l'infectiosité du virus ;

- après certains événements météorologiques comme une pluie, la concentration de spores en suspension dans l'air diminue fortement car les gouttes de pluie favorisent le rabattement des aérosols (« rain out », « wash out ») et nettoient l'air des particules en suspension ; quelques jours après la pluie, on constate à nouveau une augmentation accrue du nombre de spores présentes dans l'air[15] ;

- les conditions socio-économiques jouent un rôle encore souvent considéré comme secondaire dans la transmission des maladies aéroportées. Dans les villes par nature plus fréquentées (bureaux, ateliers, commerces, magasins, restaurants, etc.) et où règne un intense activité économique et sociale, la propagation des maladies aéroportées est cependant plus rapide que dans les banlieues et les zones rurales. Les zones rurales et agricoles peuvent favoriser une plus grande diffusion des champignons transmis par l'air[16] ;

- la proximité de masses d'eau comme les rivières, les étangs, et les zones humides où peuvent proliférer des espèces pathogènes, peut être la cause de certaines épidémies de maladies transmises par l'air[14] ;

- le mauvais entretien des systèmes de climatisation peut entraîner des épidémies de Legionella pneumophila[17] ;

- les maladies respiratoires peuvent également être plus facilement transmises au sein des hôpitaux où sont concentrés un grand nombre de malades et où les pathogènes deviennent résistants aux antibiotiques.

## Prévention
Parmi les moyens de prévenir les maladies aéroportées, on peut citer l'immunisation spécifique à la maladie, le port d'équipement de protection individuelle médicale et la limitation du temps passé en présence de tout patient susceptible d'être une source d'infection. L'exposition à un patient ou à un animal atteint d'une maladie aéroportée ne signifie pas forcément que l'on contractera la maladie, car l'infection dépend également de la capacité du système immunitaire de l'hôte contaminé et de la quantité de particules infectieuses ingérées (p. ex. de la charge virale dans le cas d'un virus).
Les antibiotiques peuvent être utilisés pour traiter les infections bactériennes primaires transmises par l'air, comme la peste pneumonique. Cependant, les antibiotiques n'ont aucune efficacité contre les virus, plus petits et plus simples que les bactéries, dont l'activité et le mode de reproduction sont beaucoup plus rudimentaires et très difficiles à contrecarrer. La prise d'antibiotique n'a pas de sens en cas de rhume ou d'état grippal. 
Les Centres américains de contrôle et de prévention des maladies (CDC) conseillent au public de se faire vacciner et de suivre des protocoles d'hygiène et d'assainissement rigoureux pour la prévention des maladies aéroportées. De nombreux spécialistes de la santé publique recommandent une distanciation physique (également appelée distanciation sociale) pour réduire la transmission des infections aéroportées.